# Габерово (област Бургас)
 За другото българско село вижте Габерово (Област Хасково).  
Габерово (Гюргенкьой) е село в Югоизточна България. То се намира в община Поморие, област Бургас. От1966 – Габерево.

## География
Село Габерово е разположено в Източна Стара планина, в нейните последни разклонения. Намира се на 20 km от общинския център Поморие и на 29 km от областния център Бургас. Населението на селото живее в подобие на долчинка, а землището се състои от ливади и хълмисти местности. Климатът е умерено-континентален, и рязко контрастира с типичния за близко разположените морски селища.
Около село Габерово живеят зайци, полски мишки, чакали, лисици и много видове птици.

## История
До 1931 година името на селото е Гюрген кьой, а до 1966 -Габерево. Оттогава нататък името му е Габерово. Селото е с първоначално етническо българско население.
През годините след 9 септември 1944 г. и след образуването на ТКЗС тук се преселват много етнически турци от Руенско, с цел работа. Постепенно, селото се изчиства от етническите българи, които се преселват в Каблешково, Поморие, Бургас и др., и от всички семейства в Габерово има три български такива.

## Население

### Етнически състав
Преброяване на населението през 2011 г.
Численост и дял на етническите групи според преброяването на населението през 2011 г.:
|                     | Численост |
| Общо                | 555       |
| Българи             | 517       |
| Турци               |           |
| Цигани              | 38        |
| Други               | -         |
| Не се самоопределят | -         |
| Неотговорили        |           |

## Религии
Село Габерово е с население от българи и Индийски цигани.В селото има стара църква на 370 години.Строи се и синегога

## Образование
В село Габерово се намират НУ „Константин Величков“ и детска градина.
- Футболен отбор „ГАБЪР“ с. Габерово